# Kladrubská hora
Kladrubská hora este o arie protejată (arie specială de conservare — SAC, sit de importanță comunitară — SCI) din Republica Cehă întinsă pe o suprafață de 19,56 ha, integral pe uscat.

## Localizare
Centrul sitului Kladrubská hora este situat la coordonatele 49°25′48″N 14°51′11″E / 49.43°N 14.853056°E.

## Înființare
Situl Kladrubská hora a fost declarat sit de importanță comunitară în aprilie 2005 pentru a proteja 1 specie de plante. Situl a fost protejat și ca arie specială de conservare în martie 2017.

## Biodiversitate
Situată în ecoregiunea continentală, aria protejată nu include niciun habitat protejat.
La baza desemnării sitului se află o specie protejată de  plante: papucul doamnei (Cypripedium calceolus).